# 各務原市民の歌
「各務原市民の歌」（かかみがはらしみんのうた）は、日本の岐阜県各務原市が制定した市民歌である。作詞・滝田常晴、作曲・市川昭介。
本記事では、同時に制定された市民音頭「かかみがはら音頭」についても解説する。

## 解説
1963年（昭和38年）4月1日に稲葉郡那加町、稲羽町、鵜沼町、蘇原町の4町が合併して各務原市が発足したことを記念し、市制施行から半年後の10月23日に制定された。制定意義は「各務原市が誕生したことを記念して、躍進する各務原を表現する歌」とされ、作詞は市民歌が新日鐵名古屋製鉄所社員で戦前から懸賞歌謡で多数の実績を残していた滝田常晴、市民音頭「かかみがはら音頭」が岐阜市で活動していた作詞家の峰陽之介に、作曲は2曲いずれも当時日本コロムビアの専属だった市川昭介に依頼されている。
制定時にコロムビアが中尾渉と初代コロムビア・ローズの歌唱による「かかみがはら音頭」をA面、藤原良と高石かつ枝の歌唱による「各務原市民の歌」をB面に収録したシングル盤（規格品番：PRE-1318）を委託製造した。各務原市役所では市民歌の演奏機会について「市で開催する生涯学習に関する式典などで歌われる。また、市役所スピーカーより昼一二時にメロディを放送している」とする。

## 各務原市に関連するその他の楽曲
各務原市では市制施行記念で制定された「各務原市民の歌」および「かかみがはら音頭」以外に以下の楽曲が作成されており、いずれも市の外郭団体であるかかみがはら未来文化財団がCDの貸し出しを行っている。

### 市制30周年記念
以下の2曲は1993年（平成5年）の市制30周年を記念して作成された。「新各務原音頭」は30年前の「かかみがはら音頭」に続いて市川昭介が作曲している。
- きらめく心模様

作詞：来生えつこ 作曲：来生たかお 編曲：杉山卓夫
- 新各務原音頭

作詞：駒井瞭 作曲：市川昭介 編曲：佐伯亮

### 木曽川音楽祭
木曽川音楽祭で初演された楽曲。作曲は宮川彬良。
- 木曽川讃歌〜川は手紙を書いている - 2006年初演
- 空のわすれもの - 2007年初演
- いのちの歌で - 2008年初演

### 市制50周年記念
2013年（平成25年）の市制50周年を記念して各務原市文化協会が作成し、市に寄贈された。
- 元気ですか

作詞：山上路夫 作曲：宮住俊介 編曲：宮住俊介&jammin' Zeb